# Maillezais
Maillezais é uma comuna francesa na região administrativa da Pays de la Loire, no departamento de Vendéia. Estende-se por uma área de 20,33 km². Em 2010 a comuna tinha 952 habitantes (densidade: 46,8 hab./km²).96 hab/km².